# Tobiasz i Anioł (obraz Savoldiego)
Tobiasz i Anioł – obraz włoskiego malarza Giovanniego Savoldiego.
Obraz został namalowany w 1540 roku i do 1914 roku był przypisywany różnym artystom m.in. Tycjanowi. Według włoskiego krytyka sztuki Giulio Cantalamessa do 1910 roku znajdował się w prywatnej kolekcji Riccardo Pompili z Tivoli oraz w Palazzo Alfani w Perugii. W 1911 roku został przekazany do Galerii Borghese w Rzymie.
Giovanni Savoldo swój warsztat malarski kształtował na podstawie twórczości lombardzko-weneckich, toskańskich i flamandzkich mistrzów. Obraz Tobiasz i Anioł jest połączeniem tych wszystkich zaczerpniętych tendencji, które złożyły się na styl malarza. Płótno przedstawia Tobiasza klęczącego przed Aniołem odzianego w błękitno czerwone szaty z doskonale zaznaczonymi faldami. Motyw postaci został zaczerpnięty ze starotestamentowej Księgi Tobiasza i przedstawia moment pojawienia się Archanioła Rafała przed Tobiaszem i przekazanie mu słowa Bożego wzywającego do poślubienia Sary i przekazania lekarstwa dla ślepego ojca. Obie postacie, jak i ich otoczenie skąpane jest w świetle tworzącym barwy, cień staje się kolorem. Pejzaż w dali jest przezroczysty, co bardziej widoczne jest w prześwitach pomiędzy drzewami tworzącymi tło dla anioła.